# Конткевич, Станислав Осипович

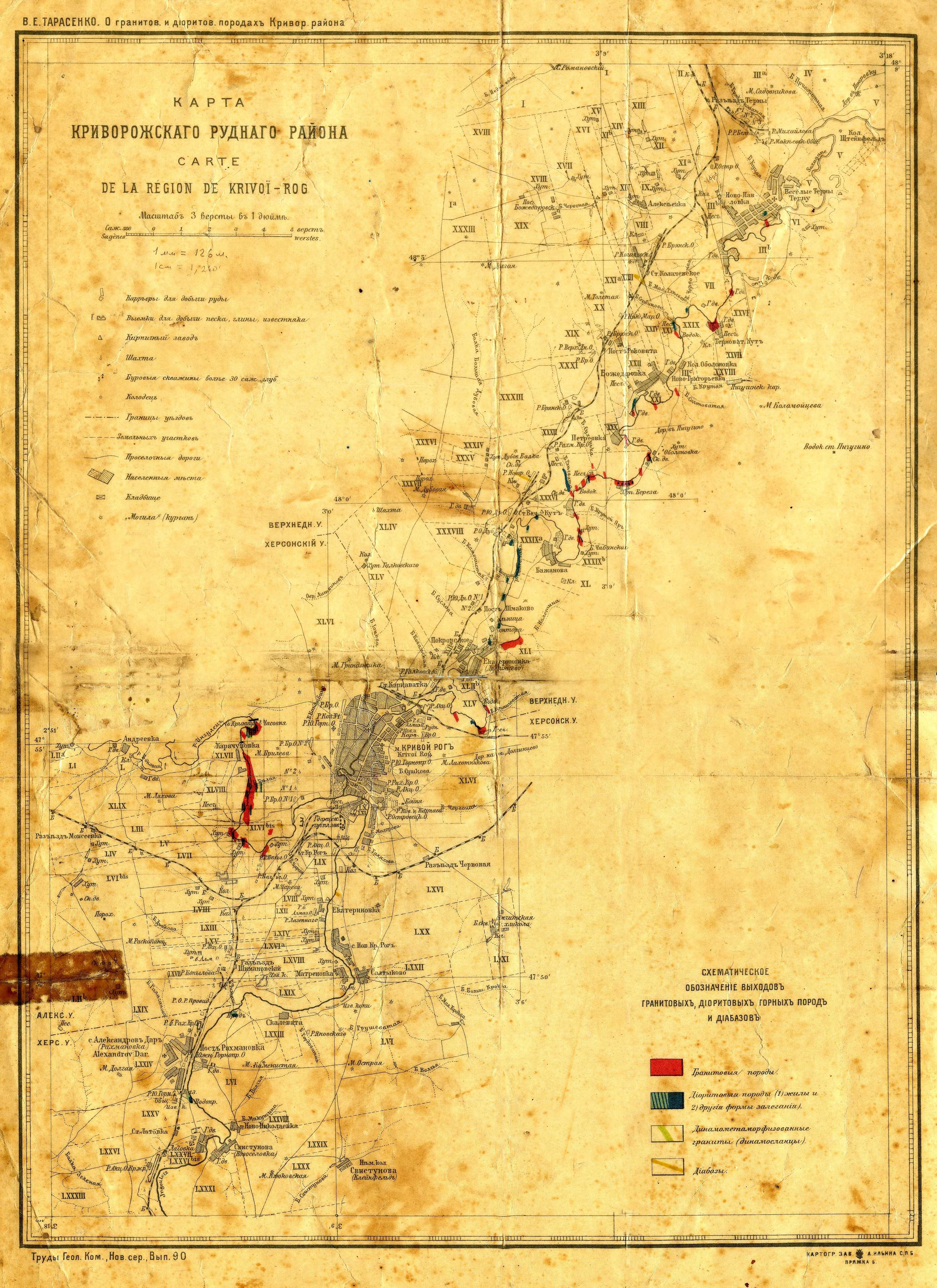
Тарасенко В. Е. Карта промышленного региона. 1914 год

Конткевич Станислав Осипович (Иосифович) (7 мая 1849, Варшава — 21 марта 1924, Варшава) — российский горный инженер (1892), имел чин — коллежский секретарь, с 1896 года — коллежский советник, сотрудник (участник) «Зап. СПб. минер. общ», геолог.

## Биография
В 1876 году окончил Санкт-Петербургский горный институт по I разряду. Член Геологического комитета России. Состоял на службе по Главному геологическому учреждению (ГГУ). Занимался разведкой полезных ископаемых в империи, и на её основе составлением карт и схем их залегания.

… Вся осмотренная мною местность, обнимающая собою северную часть Заонежья, представляет коренные выходы главнейших двух горных пород: диорита и глинистого сланца. … Приложенная карта представляет окрестности Шунгского погоста. Они, как видно, состоят преимущественно из диорита, образующего северный и восточный берега Путкозера и остров, на котором построен сам погост, и частью из глинистого сланца, занимающего площадь между Путко и Валгмо озёрами, в 3/7 версты шириною и около 5 верст длиною, ограниченную с северо-запада и юго-востока довольно возвышенными выходами диорита. …— «Описание месторождений антрацита близ с. Шунги в Олонецкой губернии в Повенецком уезде 1878 году».
В 1875—1879 годах принимал участие в георазведке Кривбасса на территории Общества Криворогских железных руд, также её проводили А. О. Михальский, П. П. Пятницкий и другие. Производил исследования по поручению Горного департамента России в долинах рек Саксагань, Ингулец и Жёлтая. В 1879 году дал самое первое детальное стратиграфическое подразделение пород, слагающих криворожскую железорудную толщу. В результате произведённой георазведке и исследований были выявлены обширные залежи железных руд, аспидных и железисто-кварцитовых сланцев, бурого угля, мрамора, гранита и многих других полезных ископаемых позже явившиеся базой для развития металлургической, горной и строительной промышленности на юге России. В 1880 году по её итогам подготовил геокарту. В этот период был знаком со многими ведущими учёными и промышленниками России, в частности с А. Н. Полем.
По некоторым данным в 1881 году А. Поль основал Акционерное общество Криворогских железных руд, исполнительным директором которого был геолог С. О. Конткевич, который якобы посоветовал Полю обратиться к французским предпринимателям для совместной добычи железной руды. В 1887 году Станислава Конткевича на должности ответственного и уполномоченного в России директора-распорядителя Анонимного общества Криворожских железных руд сменил Мартын Шимановский.
Позже был откомандирован в распоряжение владельцев каменноугольных копей «Мацей и Владислав». В 1900-х годах являлся ответственным агентом акционерное общество «Лендербанк» в России, контролирующим шахты «Франц» и «Мацей», находившиеся в деревне Голоног Бендинского уезда Петроковской губернии, акционерное общество было создано крупнейшим австрийским банком — «Императорско-Королевский привилегированный австрийский Лендербанк». Этот банк был организован в 1883 году как акционерное общество с правлением в Вене и основным капиталом в 40 млн гульденов.
Впоследствии занял крупную научную должность в одном из учебных заведений Польского Царства России.
Автор фундаментальных трудов по геологии Криворожского рудного района и Херсонской губернии, Мариупольского уезда Новороссии и так далее. В 1881 году С. Конткевич подготовил на основе геоизысканий и издал труд «Геологические исследования в гранитной полосе Новороссии по восточную сторону Днепра».

## Научная деятельность
Автор многочисленных публикаций в трудах Геолкома и записках Императорского минералогического общества.

### Научные труды
- «Описание месторождений антрацита близ с. Шунги в Олонецкой губернии в Повенецком уезде 1878 году»[4];
- «Геологические описания окрестностей Кривого Рога и Херсонской губернии», опубликовано в «Горном журнале» за 1880 год. (т. I, № 3).
- «Исследование осадочных образований в окрестностях Кривого Рога».
- «Геологические исследования в гранитной полосе Новороссии по восточную сторону Днепра», 1881 год.

В своей работе «Геологическое описание окрестностей Кривого Рога Херсонской губернии» указал про выработки ямного типа и предполагал, что «скифское железо», о котором упоминает Эсхил в трагедии «Прометей прикованный», происходит из района будущего Кривого Рога.

## Память
В процессе декоммунизации в Кривом Роге, предлагалась к переименованию улица Цыны в улицу Станислава Конткевича, с обоснованием — местный геолог (выдающего геолога, исследователя Кривбасса), в итоге именем геолога названа бывшая улица Томского.